# 柳興洙
柳興洙（韓語：유흥수、1937年12月3日— ），韓國政治人物、外交官。前韓國駐日本大使、忠清南道知事。
1937年生於慶尚南道陝川郡，小學五年級起遷居於日本，1950年韓戰爆發前回國，定居釜山。高中畢業於京畿高等學校，首爾大學法學系畢業。1962年第14屆國家高等考試行政科合格後加入內務部。
曾擔任內務部治安本部長（今警察廳廳長）、忠清南道知事、國會議員、韓日親善協會理事長等職。落選國會議員期間曾到京都大學研修。在全斗煥任總統期間任職總統秘書室政務次席秘書長。
2014年8月接替李丙琪出任韓國駐日本大使。2016年6月卸任。
回國後繼續出任韓日親善協會理事長至今。

## 荣誉
- 旭日中绶章（2011年）[4]
- 旭日大綬章（2016年6月29日）[5]